# Yang Mi
Yang Mi  (chinês: 杨幂, pinyin: Yángmì; Pequim, 12 de setembro de 1986) é uma atriz, cantora, empresária e modelo chinesa. É reconhecida por seu papel como Bai Qian, na série chinesa de grande sucesso Eternal Love  (2017). Também se destacou como as protagonistas de Lenda de Fuyao (2018) e Novolândia: Eclipse de Pérola (2021).
Em 2017, Yang Mi teve a terceira posição na lista anual da Forbes de celebridades mais influentes da China. 

## Biografia

### Primeiros Anos
Yang Mi nasceu no distrito de Xuanwu, em Pequim. A origem de seu nome, 幂 (exponenciação), vem do fato de ambos seus pais terem o sobrenome Yang. Yang Mi formou-se pela Academia de Cinema de Pequim.

### Início da Carreira
Em 1990, com apenas quatro anos de idade, Yang Mi teve sua estreia na série de televisão Tang Ming Huang.

### Carreira de Empresária
Desde 2014, Yang Mi possui sua própria agencia de produções, Jay Walk Studio.

## Vida Pessoal
Yang Mi se casou em 8 de janeiro de 2014 com o ator honconguês Hawick Lau, que havia conhecido durante as filmagens do drama histórico 'Ru Yi. No mesmo ano, em 1 de junho, o casal teve uma filha, nascida em Hong Kong. Em 22 de dezembro de 2018, Yang Mi e Hawick Lau anunciaram seu divórcio e o desejo de criar juntos a filha.

## Filmografia

### Cinema
| Ano  | Título                       | Personagem                    | Ref    |
| ---- | ---------------------------- | ----------------------------- | ------ |
| 1992 | King of Beggars 武状元苏乞儿 | A filha do personagem título. | [ 15 ] |

### Séries Televisivas
| Ano  | Título                                                       | Personagem           | Ref         |
| ---- | ------------------------------------------------------------ | -------------------- | ----------- |
| 2012 | Ru Yi 如意                                                   | Ru Yi                | [ 7 ]       |
| 2017 | Amor Eterno 三生三世十里桃花                                 | Bai Qian Si Yin Susu | [ 3 ] [ 4 ] |
| 2018 | Lenda de Fuyao 扶摇                                          | Fuyao                | [ 5 ]       |
| 2020 | Três Vidas, Três Mundos: O Livro de Cabeceira 三生三世枕上书 | Bai Qian             | [ 16 ]      |
| 2021 | Novolândia: Eclipse de Pérola 斛珠夫人                       | Fang Haishi          | [ 6 ]       |

2022- 2023 she and her perfect husband

### Curta Metragem
| Ano  | Título            | Personagem | Ref    |
| ---- | ----------------- | ---------- | ------ |
| 2011 | Becoming 心声捕手 |            | [ 17 ] |

### Programas de Variedades
| Ano  | Título                        | Personagem | Ref    |
| ---- | ----------------------------- | ---------- | ------ |
| 2019 | China's Got Talent 中国达人秀 | Jurada     | [ 18 ] |

## Ligações Externas
- Yang Mi no Instagram
- Yang Mi no Douyin (TikTok)
- Yang Mi no Weibo
- Yang Mi no  Rakuten Viki